# Giovanni Pietro Dal Toso
Giampietro Dal Toso, PhD JCL (6 de outubro de 1964 em Vicenza, Itália) é um prelado católico romano italiano, que foi secretário do Conselho Pontifício "Cor unum" desde sua nomeação pelo Papa Bento XVI em 22 de junho de 2010 até 1 de janeiro de 2017, quando o Conselho foi dissolvido. Ele já havia servido como subsecretário do Conselho. 
Depois de estudar estudos clássicos, frequentou o seminário maior de Brixen, completando seus estudos em filosofia e teologia no Instituto Superior de Filosofia e Teologia de Brixen, recebendo o título Magister Theologiae na faculdade de teologia da Universidade de Innsbruck, na Áustria.
Foi ordenado sacerdote em 24 de junho de 1989 para a diocese de Bolzano-Brixen. Após três anos de ministério na diocese, ele estudou filosofia na Pontifícia Universidade Gregoriana, recebendo seu doutorado em dezembro de 1997 com uma tese intitulada: "O conceito de pró-prese em Gregório da Nissa". Em junho de 2001 ele obteve uma licenciatura em Direito Canônico da Pontifícia Universidade Lateranense.
Desde 1 de março de 1996, ele serviu como oficial no Pontifício Conselho "Cor Unum". Foi nomeado subsecretário em 21 de junho de 2004. Ele é membro do Comitê Especial para tratar dos casos de nulidade da ordenação sagrada e da isenção das obrigações do diaconado e sacerdócio estabelecidas pela Congregação para o Culto Divino e a Disciplina dos Sacramentos e, então, quando essa competência foi transferida, no Congregação para o Clero.
Desde setembro de 2008, ele é membro da Comissão Especial por tratar de casos de dissolução do casamento em favorem fidei da Congregação para a Doutrina da Fé.
Conhece italiano, alemão, francês, inglês e espanhol.
Ele foi nomeado secretário do Conselho Pontifício "Cor unum" em 22 de junho de 2010. Após a dissolução do Pontifício Conselho, em janeiro de 2017, ele foi nomeado secretário-delegado do Dicastério recém-erigido para a promoção do desenvolvimento humano integral
Em novembro de 2017, ele se tornou Secretário Adjunto da Congregação para a Evangelização dos Povos, sucedendo a Protase Rugambwa, que se mudou para o Secretário. Ele foi simultaneamente nomeado arcebispo titular de Foratiana e presidente das Pontifícias Obras Missionárias após sua nomeação como Secretário Adjunto.